# Sollas Glacier
Sollas Glacier är en glaciär i Antarktis. Den ligger i Östantarktis. Nya Zeeland gör anspråk på området. Sollas Glacier ligger 791 meter över havet.
Terrängen runt Sollas Glacier är huvudsakligen bergig, men åt nordost är den kuperad. Trakten är obefolkad. Det finns inga samhällen i närheten. 